# Oi!
El Oi! es un estilo musical de origen británico derivado del punk rock, ska y pub rock (aunque con influencias de otras corrientes dentro del rock), relacionado mayoritariamente con el movimiento skinhead de la década de 1970 (y en menor medida con el movimiento punk, ya que bandas como The Ejected o The Partisans fueron encasilladas en los inicios del género, dentro del mismo), época en la cual tiene su nacimiento y mayor auge hasta hoy en día.
Las primeras bandas de Oi! nacieron en 1977, siendo las más famosas Sham 69, Cock Sparrer, Skrewdriver (esta última muy pronto comenzó a tener tendencias neonazis) y Cockney Rejects, considerados como los creadores del género.

## Historia
El Oi! se popularizó como género en los últimos años de la década de 1970, fusionaba el sonido de las primeras bandas punk, como Ramones, Sex Pistols, The Clash y The Jam, con influencias de las bandas mod británicas de los 1960, como los Rolling Stones, Small Faces y The Who, así como con los himnos de fútbol, con el sonido de bandas de pub rock como Dr. Feelgood y Eddie and the Hot Rods y The 101'ers, de bandas de glam rock como Slade y Sweet y también cierta influencia de las bandas de la NWOBHM (véase Motörhead). Precursores directos del género fueron, entre otros, Sham 69, Cock Sparrer y Menace, mucho antes de que se empezara a usar el Oi! para describir su estilo de música.
En 1980, escribiendo en la revista Sounds el periodista Garry Bushell etiquetó al género como Oi!, tomando el término de la gutural interjección con la que Stinky Turner, vocalista de Cockney Rejects, solía introducir las canciones de su banda (un Hey!, levemente deformado). Esta palabra es una vieja interjección del dialecto cockney que simplemente significa «¡hey!» u «¡hola!». Además de Cockney Rejects, otras bandas que iban a ser etiquetadas como Oi! en los primeros tiempos del movimiento fueron: Angelic Upstarts, The 4 Skins, The Business, Blitz, The Blood y Combat 84.
Las canciones trataban del desempleo, los derechos de los trabajadores, el acoso de la policía y otras autoridades y la opresión gubernamental. Algunas canciones oi! también tocaban temas menos políticos, como la violencia callejera, el fútbol, el sexo y el alcohol. Aunque el Oi! ha venido a ser considerado como un género principalmente orientado a los skinheads, las primeras bandas de Oi! estaban compuestas mayormente por punk rockers y personas que no encajaban ni en la etiqueta skinhead ni en la de punk, estos últimos conocidos como herberts.
Después de que el movimiento perdió fuerzas en el Reino Unido, se formaron escenas Oi! en la Europa continental, Norteamérica, Asia y otros lugares. Pronto, especialmente en Estados Unidos, el fenómeno Oi! se hizo mella de la escena hardcore punk de los primeros años 1980, y surgieron bandas con influencias Oi! como Agnostic Front, Iron Cross, Negative Approach y SS Decontrol. Aunque similar al Oi! en cuanto a su espíritu e influencias (sobre todo al comienzo), el hardcore se divulgó en un ámbito de clase media (y no de clase obrera) a medida que su influencia se extendía. A mitad de los 1990, hubo un resurgimiento del interés en la música Oi! en el Reino Unido, permitiendo que las bandas de antaño tuvieran más reconocimiento. En la década de 2000, muchas de las bandas británicas Oi! originales se reunieron para hacer conciertos y/o grabar.

## Controversia
Como algunos seguidores del Oi! estaban relacionados con organizaciones nacionalistas blancas como el National Front y el Movimiento Británico, algunas historias de música rock califican al Oi! de racista. Sin embargo, ninguna de las bandas asociadas con el oi! original promovía el racismo en sus letras. Algunos grupos, como Angelic Upstarts, The Burial y The Oppressed, por el contrario, estaban asociados con la izquierda política y la oposición al racismo. El movimiento skinhead supremacista blanco había desarrollado su propio género musical denominado Rock Against Communism, que tenía cierto parecido musical con el punk, pero no estaba relacionado con el mismo como movimiento en conjunto.
Sobre todo los medios de comunicación de masas asociaron el Oi! con ideas políticas de extrema derecha a partir de un concierto de The Business, The Last Resort y The 4 Skins el 4 de julio de 1982 en el bar Hamborough en Southall (Londres). Jóvenes asiáticos arrojaron cócteles molotov al local, creyendo que el concierto era una reunión neonazi, en parte porque algunos de los asistentes habían escrito eslóganes del Frente Nacional en el local.
A raíz de aquello, muchos grupos se manifestaron en contra del racismo y el fascismo, pero esas negaciones fueron tomadas con escepticismo para muchos después del lanzamiento del recopilatorio Strength Thru Oi! (mayo de 1981), no solamente el título parecía un juego de palabras con un eslogan nazi (Kraft durch Freude, en inglés strength through joy) sino que en la portada aparecía Nicky Crane, un activista de Movimiento Británico que estaba cumpliendo una sentencia de cuatro años por violencia racial. Garry Bushell, el responsable de la compilación de este álbum, afirmaba que el título era un juego de palabras con el título de un álbum de The Skids (Strength Through Joy), y que desconocía las connotaciones nazis de dicha expresión. También negó conocer la identidad del Skinhead de la portada hasta que la noticia apareció en el Daily Mail dos meses más tarde. Bushell, que en aquel momento era socialista, recalcó la ironía de ser calificado de ultraderechista por un periódico que «una vez apoyó a los camisas negras de Oswald Mosley, la invasión de Abisinia por parte de Mussolini, y el apaciguamiento hacia Hitler hasta el estallido de la Segunda Guerra Mundial».

## Desarrollo posterior
El movimiento perdió fuerza en el Reino Unido, pero se formó una escena Oi! en la Europa continental, Norteamérica, Asia y otros continentes. En los Estados Unidos, el fenómeno Oi! se vio reflejado en la explosión del hardcore a principios de los 80, especialmente por bandas como US Chaos, Agnostic Front, Iron Cross y SS Decontrol. Aunque el hardcore tenía similitudes con el Oi! en cuando a las bases y las influencias (particularmente en sus primeras etapas), el hardcore caló antes en la clase media americana que en la clase trabajadora, y su influencia se disparó. Otras bandas las cuales su influencia del movimiento original es notable son: The Press, Anti-Heros, Oxblood, Wretched Ones, Those Unknown, Pressure Point, The Bruisers, Dropkick Murphys, Oxymoron, Paris Violence, Street Dogs, Roger Miret and the Disasters, the GC5 y Hard Skin.
En la mitad de los 90 hubo un revival de música Oi! con bandas como Pressure 28, Another Mans Poison, Boisterous, Argy Bargy, Straw Dogs y antiguos grupos que recibían un mayor reconocimiento. Muchos de los grupos originarios del Reino unido se reunieron de nuevo para tocar y grabar en el 2000, y algunos nunca abandonaron sus “primeros puestos”. Algunas de estas bandas fueron: Peter and the Test Tube Babies, Cock Sparrer, Angelic Upstarts, The Business, Cockney Rejects, The Burial, Red Alert y Sham 69.